# E-Brasileirão
O e-Brasileirão é um campeonato de Pro Evolution Soccer disputado anualmente organizado pela Confederação Brasileira de Futebol (CBF) em parceria com a Konami, sendo um dos principais campeonatos desse jogo no Brasil. A primeira edição foi lançada em 2016.

## Campeões
| Ano  | Campeão   | Placar  | Vice-campeão        | Semifinalistas      | Semifinalistas       |
| ---- | --------- | ------- | ------------------- | ------------------- | -------------------- |
| 2016 | Santos    | 4—2 1—2 | Cruzeiro            | Fluminense          | Sport                |
| 2017 | Cruzeiro  | 2—0     | Atlético Goianiense | Botafogo            | Coritiba             |
| 2018 | Cruzeiro  | 4—1 1—2 | Botafogo            | Atlético Paranaense | Ceará                |
| 2019 | São Paulo | 2—1 4—2 | Fortaleza           | Avaí                | Athletico Paranaense |
| 2020 | Santos    | 2—0 3—1 | Fortaleza           | Botafogo            | Grêmio               |

### Títulos por equipe
| Estado              | Títulos        | Vices          | 3º lugar       | 4º lugar       |
| ------------------- | -------------- | -------------- | -------------- | -------------- |
| Cruzeiro            | 2 (2017)(2018) | 1 (2016)       | 0              | 0              |
| Santos              | 2 (2016)(2020) | 0              | 0              | 0              |
| São Paulo           | 1 (2019)       | 0              | 0              | 0              |
| Fortaleza           | 0              | 2 (2019)(2020) | 0              | 0              |
| Botafogo            | 0              | 1 (2018)       | 1 (2017)(2020) | 0              |
| Atlético Goianiense | 0              | 1 (2017)       | 0              | 0              |
| Sport               | 0              | 0              | 1 (2016)       | 0              |
| Ceará               | 0              | 0              | 1 (2018)       | 0              |
| Avaí                | 0              | 0              | 1 (2019)       | 0              |
| Atlético-PR         | 0              | 0              | 0              | 2 (2018)(2019) |
| Fluminense          | 0              | 0              | 0              | 1 (2016)       |
| Coritiba            | 0              | 0              | 0              | 1 (2017)       |
| Grêmio              | 0              | 0              | 0              | 1 (2020)       |

### Títulos por estado
| Estado            | Títulos              | Vices          | 3º lugar       | 4º lugar             |
| ----------------- | -------------------- | -------------- | -------------- | -------------------- |
| São Paulo         | 3 (2016)(2019)(2020) | 0              | 0              | 0                    |
| Minas Gerais      | 2 (2017)(2018)       | 1 (2016)       | 0              | 0                    |
| Ceará             | 0                    | 2 (2019)(2020) | 1 (2018)       | 0                    |
| Rio de Janeiro    | 0                    | 1 (2018)       | 2 (2017)(2020) | 1 (2016)             |
| Goiás             | 0                    | 1 (2017)       | 0              | 0                    |
| Pernambuco        | 0                    | 0              | 1 (2016)       | 0                    |
| Santa Catarina    | 0                    | 0              | 1 (2019)       | 0                    |
| Paraná            | 0                    | 0              | 0              | 3 (2017)(2018)(2019) |
| Rio Grande do Sul | 0                    | 0              | 0              | 1 (2020)             |

### Títulos por região
| Estado       | Títulos | Vices | 3º lugar | 4º lugar |
| ------------ | ------- | ----- | -------- | -------- |
| Sudeste      | 5       | 2     | 2        | 1        |
| Nordeste     | 0       | 2     | 2        | 0        |
| Centro-Oeste | 0       | 1     | 0        | 0        |
| Sul          | 0       | 0     | 1        | 4        |